# Thierry La Fronde
Thierry la Fronde è una serie televisiva francese, andata in onda dal 1963 al 1966. Il soggetto e la sceneggiatura erano di Jean-Claude Deret; la regia fu affidata a Robert Guez per le prime due stagioni e a Pierre Goutas per la terza e quarta stagione.
In Italia la serie fu trasmessa sul Programma Nazionale nell'ambito della TV dei ragazzi, alle 17:45 del pomeriggio, ma in modo frammentario e disordinato, fin dal marzo 1967.
La storia è ambientata nel XIV secolo, durante la Guerra dei cent'anni. Gran parte della Francia è occupata dall'Inghilterra e il re Giovanni II è prigioniero degli inglesi. I francesi sono oppressi da Edoardo il Principe Nero, figlio del re Edoardo III d'Inghilterra. Un giovane nobile francese, Thierry de Janville, decide di opporsi agli inglesi ma è tradito dal suo intendente Florent e perde il titolo e le terre. Thierry riesce a fuggire nella foresta, dove si unisce ad altri giovani e si dà al banditismo per combattere contro gli inglesi. Dato che la sua arma preferita è la fionda, viene soprannominato "Thierry la Fronde" (Thierry la Fionda).
La colonna sonora è del noto musicista Jacques Loussier. Essa include il suggestivo brano musicale che accompagna i titoli di testa e di coda del telefilm: "La Marche des compagnons" di Jacques Loussier.

## Episodi
| Stagione         | Episodi | Prima TV USA | Prima TV Italia |
| ---------------- | ------- | ------------ | --------------- |
| Prima stagione   | 13      | 1963-1964    | 1968            |
| Seconda stagione | 13      | 1964         |                 |
| Terza stagione   | 13      | 1964-1965    |                 |
| Quarta stagione  | 13      | 1965-1966    |                 |